# Êxtase
Êxtase, literalmente quer dizer arrebatar-se, desprender-se subitamente, sair de si, elevar-se (do grego ékstasis, pelo latim tardio ecstase, exstase) , corresponde ao sentimento de prazer,  expressão tanto utilizada para descrever o  orgasmo como o transe, resultado da meditação, sendo que em algumas manifestações culturais, a exemplo do Ioga tântrico,  há relação do orgasmo com o êxtase religioso a ser aprendida.  Referindo-se ao "transe" religioso pode ser também descrito como " consciência cósmica" (ampliada), "comunhão com a natureza"; "iluminação" e ainda vocábulos de religiões específicas como  nirvana que, no budismo,  significa paz, estado de ausência total de sofrimento.

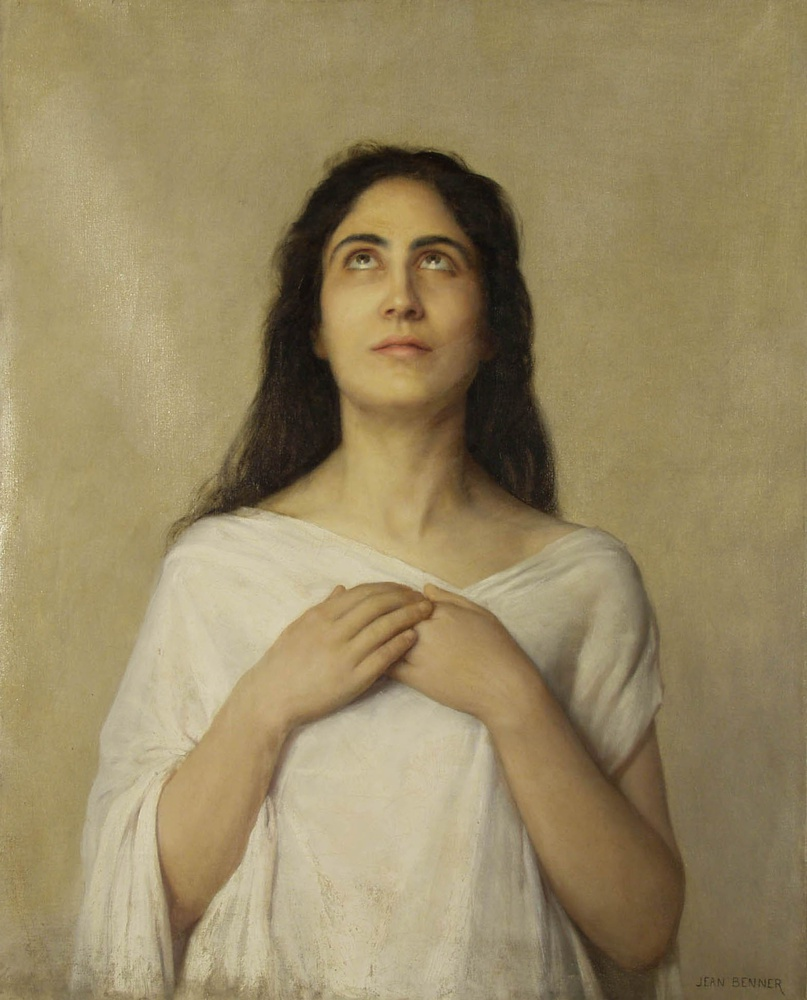
Jean Benner (1836–1906) "êxtase" (Museu de Arte Contemporânea de Estrasburgo)

Por se derivar de uma palavra grega (ékstasis) poderia se ter como padrão o transe profético e visões talvez causadas por inalações do vapor (etileno? ou dióxido de carbono de origem vulcânica?) respirado por Pítia a Sacerdotisa de Apolo do oráculo de Delfos  ou e as experiências de possessão do culto de Dioniso e por extensão das religiões pagãs , utilizando a classificação católica que se distingue das não cristãs com seus transes associados ao jejum, orações,  abstinência sexual e/ou auto-flagelação e exorcismos. 
Um livro clássico e esclarecedor sobre o tema foi escrito por William James, (1842 – 1910) Variedades da experiência religiosa (1914). Uma reflexão sobre a ampla possibilidade de definições do êxtase ou transe na realidade traduz a diversidade de religiões e crenças humanas.

## Técnicas do êxtase
O estado de êxtase já foi comparado aos estados hipnóticos e do sono. Tais estados "fásicos" concebidos por Pavlov como similares e contínuos (em fases, hoje identificados com EEG) à vigília, sonho (sono REM) e sono profundo. Alguns autores distinguem um estado denominado sonho lúcido,  equivalente também aos estados induzidos por enteógenos e outras substâncias psicoativas.  Sargant, 1975 (o.c) compara estes aos estados induzidos nas religiões de possessão e aos "estados" pós  terapia por choque elétrico e choque de insulina,  já utilizados como tratamento psiquiátrico, com suas típicas fases de intensa excitação, colapso e inibição temporária.
Segundo Mircea Eliade (1907-1986)   todas as tradições mitológicas do xamanismo têm ponto de partida numa ideologia e numa técnica de êxtase que implicam a viagem do espírito. Assinala que o meio mais antigo e clássico foi a  dança  proporcionando esta tanto o voo mágico (citando como exemplo as fantásticas viagens pelo Universo descritas pelos chineses) como a descida de um espírito ou divindade ressaltando que essa última não necessariamente implicava na possessão, o espírito podia inspirar o xamã.

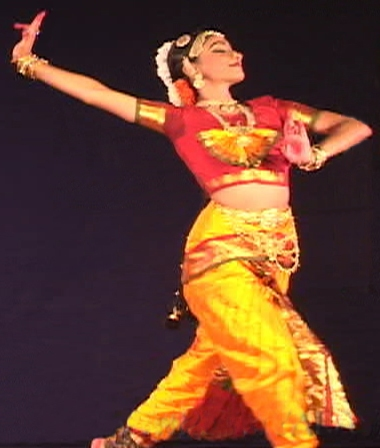
"Bharata Natyam", dança clássica indiana de inspiração sagrada

Observe-se também como Roger Bastide (1898-1974) , ressalta, que os estados de transe místico não devem ser confundidos com os fenômenos de possessão, tal com já foram abordados em teses do início do século XX, sendo antes um processo terapêutico, equivalente a psicoterapia, do que um fenômeno psicopatológico, além do que, manifestações culturalmente diferenciadas. Essencialmente no transe místico, quiçá distinto dos siberianos e africanos e afro-americanos (estudados por ele) o transe é orientado para "alucinação" que administra: ..."o xamã não é possuído pelos espíritos; os quais lhes são sempre exteriores; dialoga e ou luta com eles"... ao contrário das possessões mágicas nas quais se é "tomado" por um espírito destruidor enviado por feiticeiro ou inimigo, e que é preciso exorcizar. Em tal condição "o espírito não é exterior e sim interior" ele "habita" o indivíduo" ...